# La Celle-sous-Montmirail
La Celle-sous-Montmirail je bývalá francouzská obec v departementu Aisne v regionu Hauts-de-France. V roce 2015 zde žilo 117 obyvatel.
K 1. lednu 2016 byla sloučena s obcemi Artonges, Fontenelle-en-Brie a Marchais-en-Brie do nově vzniklé obce Dhuys et Morin-en-Brie.

## Vývoj počtu obyvatel
Počet obyvatel